# Canalı
Canalı är en ort i Azerbajdzjan.   Den ligger i distriktet Qazach, i den västra delen av landet, 400 km väster om huvudstaden Baku. Canalı ligger 369 meter över havet och antalet invånare är 1 472.
Terrängen runt Canalı är platt norrut, men söderut är den kuperad. Närmaste större samhälle är Çaylı, 3,0 km väster om Canalı.
Trakten runt Canalı består till största delen av jordbruksmark. Runt Canalı är det ganska tätbefolkat, med 72 invånare per kvadratkilometer.